# VV Humann Essen
Der VV Humann Essen-Steele e. V. ist ein Volleyball-Verein aus dem Stadtteil Steele, der in der 2. Deutsche Volleyball-Bundesliga Nord vertreten ist.

## Geschichte
Zuerst war es nur die erfolgreiche Schulmannschaft des Carl-Humann-Gymnasiums, aus der 1967 der Volleyball-Verein Humann Essen gegründet wurde.
Nachdem die Jugendarbeit intensiviert wurde, gelang dem VV Humann 1976 die erste deutsche Jugendmeisterschaft. Die männliche A-Jugend gewann den Titel in diesem Jahr. 1999 stieg der Verein aus der Regionalliga in die zweite Bundesliga auf, in der die Mannschaft bis 1998 schon einmal gespielt hatte. Nach der Saison 2002/03 wurden die „Humänner“ zum ersten Mal erstklassig. Nach dem Abstieg 2003/04 gelang dem Team in der folgenden Saison der sofortige Wiederaufstieg. Auch diesmal konnte der VV Humann die Klasse nicht halten. Als Tabellenneunter musste die Mannschaft am Ende der Saison 2005/06 in die Relegation, wo der Abstieg besiegelt wurde.
Seit der Saison 2006/07 spielt der Verein mit Ausnahme der Spielzeit 2012/13 in der 2. Bundesliga Nord und erreichte drei Mal den dritten und einmal den vierten Tabellenplatz in der Abschlusstabelle. Im Spieljahr 2010/11 wurden die Volleyballer aus Steele Siebte. In der Saison 2011/12 belegte der Verein aus Nordrhein-Westfalen den zwölften Rang und stieg in die neugeschaffene Dritte Liga West ab. 2013 gelang als Vizemeister der sofortige Wiederaufstieg. In der folgenden Spielzeit wurde der VV Humann Zwölfter und wäre normalerweise abgestiegen, durch den Rückzug des TV Rumeln gelang der Verbleib in der zweithöchsten deutschen Spielklasse. Die Saison 2014/15 wurde nach sechs Siegen in den letzten sechs Spielen auf dem zehnten Platz abgeschlossen, somit startete der VVH in der Saison 2015/16 zum dritten Mal hintereinander in der 2. Bundesliga Nord und verbesserte sich in der Abschlusstabelle auf den siebten Rang.

## Team 2015/16
Aus der letztjährigen Mannschaft waren Christoph Bielecki aus beruflichen Gründen und Lennart Tschuck aus Studiengründen nicht mehr dabei. Sie wurden ersetzt durch Thomas Wojtczak und Tobias Schroer. Außerdem gehörten einige Nachwuchskräfte zum erweiterten Kader der Humänner, u. a. der polnische Mittelblocker Adrian Kwasniewski, für den zu Saisonbeginn allerdings noch keine Spielberechtigung vorlag.
Hauptverantwortlicher Übungsleiter war weiterhin Jens Bräkling, auch wenn Co-Trainer Falko Hildebrand, der zusätzlich als Spieler fungierte, auf der offiziellen Mannschaftsseite der Volleyball-Bundesliga als Chef aufgeführt wurde. Unterstützung erhielten beide von Christoph Happe.
| Nr. | Vorname  | Name        | Nation      | Geburtsdatum  | Größe | Position             |
| --- | -------- | ----------- | ----------- | ------------- | ----- | -------------------- |
| 1   | Laurin   | Hussmann    | Deutschland | 10. März 1994 | 1,85  | Außenangriff Annahme |
| 2   | Thomas   | Wojtczak    | Deutschland | 23. Apr. 1992 | 1,80  | Zuspiel              |
| 3   | Matthäus | Gawryluk    | Deutschland | 31. Okt. 1991 | 1,75  | Libero               |
| 5   | Brar     | Ketelsen    | Deutschland | 14. Nov. 1994 | 1,91  | Zuspiel              |
| 6   | Falko    | Hildebrand  | Deutschland | 31. Juli 1983 | 1,78  | Universal            |
| 7   | Tobias   | Schroer     | Deutschland | 30. Juni 1989 | 1,90  | Außenangriff         |
| 8   | Adrian   | Kwasniewski | Polen       | 22. Jan. 1996 | 2,02  | Mittelblock          |
| 10  | Thies    | Ketelsen    | Deutschland | 10. Okt. 1990 | 1,98  | Universal            |
| 12  | Tim      | Dißmann     | Deutschland | 10. Jan. 1993 | 1,80  | Libero               |
| 13  | David    | Wiesche     | Deutschland | 26. Aug. 1986 | 1,94  | Mittelblock          |
| 15  | Lukas    | Hußmann     | Deutschland | 28. Nov. 1991 | 1,90  | Außenangriff Annahme |
| 16  | Jan      | Holthausen  | Deutschland | 7. Feb. 1994  | 1,85  | Diagonal             |
| 18  | Tim      | Hütte       | Deutschland | 27. März 1996 | 1,85  | Mittelblock          |

## Spielplan
In der Saison 2015/16 musste sich der VV Humann Essen mit zwölf Gegnern auseinandersetzen.
| Datum              | Uhrzeit | Spielort                                    | Heim                          | Gast                          | Ergebnis      | Tabellenplatz * |
| ------------------ | ------- | ------------------------------------------- | ----------------------------- | ----------------------------- | ------------- | --------------- |
| 26. September 2015 | 19:30   | Sporthalle Gymnasium Wolfskuhle, Essen      | VV Humann Essen               | VC Bitterfeld-Wolfen          | 1:3 / 91:91   | 10              |
| 3. Oktober 2015    | 20:00   | Vechtesporthalle Schüttorf                  | FC Schüttorf 09               | VV Humann Essen               | 1:3 / 78:95   | 7               |
| 24. Oktober 2015   | 19:00   | Universitätssporthalle 3, Magdeburg         | USC Magdeburg                 | VV Humann Essen               | 1:3 / 87:95   | 7               |
| 31. Oktober 2015   | 20:00   | Giesener Sporthalle                         | TSV Giesen/48 Hildesheim      | VV Humann Essen               | 3:1 / 93:79   | 9               |
| 7. November 2015   | 19:30   | Sporthalle Gymnasium Wolfskuhle, Essen      | VV Humann Essen               | SV Lindow-Gransee             | 0:3 / 61:75   | 10              |
| 14. November 2015  | 18:00   | Dreifach Sporthalle 1 ALT, Delbrück         | DJK Delbrück                  | VV Humann Essen               | 3:1 / 93:84   | 11              |
| 21. November 2015  | 19:30   | Sporthalle Gymnasium Wolfskuhle, Essen      | VV Humann Essen               | TuB Bocholt                   | 3:0 / 75:54   | 10              |
| 22. November 2015  | 18:00   | Sporthalle Gymnasium Wolfskuhle, Essen      | VV Humann Essen               | VCO Berlin                    | 3:1 / 98:92   | 9               |
| 28. November 2015  | 19:30   | Sporthalle Gymnasium Wolfskuhle, Essen      | VV Humann Essen               | TSG Solingen Volleys          | 3:1 / 98:88   | 8               |
| 5. Dezember 2015   | 20:00   | Sporthalle Lehrte Mitte                     | SF Aligse                     | VV Humann Essen               | 3:0 / 75:63   | 9               |
| 6. Dezember 2015   | 16:00   | Sporthalle Gymnasium Wolfskuhle, Essen      | VV Humann Essen               | Volleyball-Internat Frankfurt | 3:1 / 101:92  | 6               |
| 12. Dezember 2015  | 19:30   | Sporthalle Gymnasium Wolfskuhle, Essen      | VV Humann Essen               | USC Braunschweig              | 3:0 / 75:54   | 4               |
| 19. Dezember 2015  | 19:30   | Sporthalle Gymnasium Wolfskuhle, Essen      | VV Humann Essen               | USC Magdeburg                 | 3:2 / 110:102 | 4               |
| 10. Januar 2016    | 16:00   | Sporthalle Krondorf, Bitterfeld-Wolfen      | VC Bitterfeld-Wolfen          | VV Humann Essen               | 3:1 / 98:89   | 5               |
| 30. Januar 2015    | 19:30   | Sporthalle Gymnasium Wolfskuhle, Essen      | VV Humann Essen               | TSV Giesen/48 Hildesheim      | 3:2 / 113:93  | 6               |
| 31. Januar 2016    | 16:00   | Carl-von-Weinberg-Schule, Frankfurt         | Volleyball-Internat Frankfurt | VV Humann Essen               | 0:3 / 56:75   | 5               |
| 6. Februar 2016    | 18:00   | Dreifelderhalle Gransee                     | SV Lindow-Gransee             | VV Humann Essen               | 1:3 / 85:93   | 3               |
| 7. Februar 2016    | 14:30   | Sportforum Hohenschönhausen, Berlin         | VCO Berlin                    | VV Humann Essen               | 3:0 / 75:57   | 3               |
| 20. Februar 2016   | 19:30   | Sporthalle Gymnasium Wolfskuhle, Essen      | VV Humann Essen               | DJK Delbrück                  | 3:1 / 92:88   | 5               |
| 4. März 2016       | 20:00   | Sporthalle Gymnasium Wolfskuhle, Essen      | VV Humann Essen               | FC Schüttorf 09               | 1:3 / 79:100  | 5               |
| 6. März 2016       | 16:00   | Euregio-Sporthalle, Bocholt                 | TuB Bocholt                   | VV Humann Essen               | 2:3 / 106:100 | 5               |
| 13. März 2016      | 16:00   | Friedrich-Albert-Lange Sporthalle, Solingen | TSG Solingen Volleys          | VV Humann Essen               | 3:1 / 97:80   | 6               |
| 19. März 2016      | 19:30   | Sporthalle Gymnasium Wolfskuhle, Essen      | VV Humann Essen               | SF Aligse                     | 3:2 / 103:102 | 6               |
| 2. April 2016      | 19:30   | TUNICA Sporthalle, Braunschweig             | USC Braunschweig              | VV Humann Essen               | 3:1 / 3:86    | 7               |

* Tabellenplatz des VV Humann Essen nach dem Spieltag